# Rincón de Valentín
Rincón de Valentín ist eine Ortschaft in Uruguay.

## Geographie
Sie befindet sich im Zentrum des Departamento Salto in dessen 4. Sektor am Ufer des Arroyo Valentín Grande. Nächstgelegene Ansiedlungen sind Colonia Itapebí im Westsüdwesten, Puntas de Valentín im Südsüdosten und in östlicher Richtung Biassini und Celeste.

## Einwohner
Die Einwohnerzahl Rincón de Valentíns beträgt 481 (Stand: 2011), davon 247 männliche und 234 weibliche.
| Jahr | Einwohner |
| ---- | --------- |
| 1963 | -         |
| 1975 | 74        |
| 1985 | 58        |
| 1996 | 571       |
| 2004 | 688       |
| 2011 | 481       |

Quelle: Instituto Nacional de Estadística de Uruguay

## Stadtverwaltung
Bürgermeister (Alcalde) von Rincón de Valentín ist Miguel Dalmao.